# Comptosia extensa
Comptosia extensa är en tvåvingeart som först beskrevs av Walker 1835.  Comptosia extensa ingår i släktet Comptosia och familjen svävflugor. Inga underarter finns listade i Catalogue of Life.